# تشيهو هامادا
تشيهو هامادا (باليابانية: 浜田千穂؛ بالكانا: はまだ ちほ) هي مصارعة الهواة يابانية، ولدت في 17 نوفمبر 1992 في كاناغاوا في اليابان.

## وصلات خارجية
- تشيهو هامادا على موقع قاعدة بيانات المصارعة الدولية (الإنجليزية)